# Frans verbod op gezichtsbedekking
Op 14 september 2010 heeft de Senaat van Frankrijk een wet aangenomen die het verbiedt om in het openbaar kleding te dragen die het gezicht van een persoon zodanig bedekt dat de persoon niet kan worden geïdentificeerd. De wet heeft betrekking op kleding die het gezicht bedekt, dus het omvat boerka's en nikabs, maar niet de chador en de hidjab.
De belangrijkste argumenten voor het verbod zijn dat mensen die dergelijke kleding dragen niet kunnen worden geïdentificeerd door de politie en dat dergelijke sluiers niet verenigbaar zijn met de waarden van Frankrijk als seculiere staat. Daarnaast was er een discussie over vrouwenrechten. President Nicolas Sarkozy zei dat een reden voor het verbod is om vrouwen te beschermen tegen het gedwongen bedekken van hun gezicht.
Tegen het wetsvoorstel dat werd ingediend, werd door sommige vrouwen geprotesteerd als een schending van vrouwenrechten. Maar veel mensen in Frankrijk steunden het wetsvoorstel en het werd aangenomen in de Senaat en de Nationale Vergadering van het Franse Parlement.